# Hirtobrasilianus matogrossensis
Hirtobrasilianus matogrossensis är en skalbaggsart som först beskrevs av Lúcia Maria de Campos Fragoso 1971.  Hirtobrasilianus matogrossensis ingår i släktet Hirtobrasilianus och familjen långhorningar. Inga underarter finns listade i Catalogue of Life.